# Староселье (Херсонская область)
Староселье (укр. Старосілля) — село в Великоалександровской поселковой общине Бериславского района Херсонской области Украины.
Почтовый индекс — 74116. Телефонный код — 5532. Код КОАТУУ — 6520984301.

## Население
Население по переписи 2001 года составляло 677 человек.

### Языковой состав
Родной язык населения по данным переписи 2001 года:
| Язык       | Численность, чел. | Доля     |
| ---------- | ----------------- | -------- |
| Украинский | 656               | 96,90 %  |
| Русский    | 19                | 2,81 %   |
| Другое     | 2                 | 0,29 %   |
| Итого      | 677               | 100,00 % |

## Местный совет
74116, Херсонская обл., Великоалександровский р-н, с. Староселье, ул. Мира, 46